# Axel Weber
Pour les articles homonymes, voir Weber.
Axel Alfred Weber (né le 8 mars 1957 à Kusel) est un économiste allemand, président du conseil de surveillance de l'UBS depuis le 12 mai 2012. Il a été président de la Deutsche Bundesbank, la banque centrale allemande, du 30 avril 2004 au 1er mai 2011.

## Biographie

### Formation et carrière universitaire
De 1976 à 1982, Axel Weber étudie économie et sciences de l'administration publique à l'université de Constance d'où il sort diplômé en économie. De 1982 à 1988, il travaille comme assistant de recherche, se consacrant principalement aux problématiques monétaires, à l'université de Siegen, et il y obtient un doctorat en 1987. En 1994, après avoir obtenu l'habilitation requise, il devient professeur et enseigne à l'université de Bonn, qu'il quitte en 1998 pour intégrer l'université Johann Wolfgang Goethe de Francfort-sur-le-Main, dont il devient membre du Conseil d'administration et où il dirige le Centre d'études financières. En 2001, il est nommé professeur d'Économie internationale à l'université de Cologne et en 2009 il reçoit un titre de docteur honoris causa à l'université de Constance. Il reçoit plus tard aussi un titre de docteur honoris causa à l'université de Duisburg et Essen.

### Carrière économique et financière
En 2002, Axel Weber abandonne sa carrière universitaire et il est nommé au Conseil allemand des experts économiques, où il a pour mission de conseiller le chancelier Gerhard Schröder en matière économique. En octobre 2002, il intègre en sus le conseil d'experts de la Banque fédérale d'Allemagne. 

#### Deutsche Bundesbank
Deux ans plus tard, le 30 avril 2004, il est nommé à la tête de cette dernière en remplacement de Ernst Welteke, emporté par une affaire de corruption, et il intègre également à ce titre le Conseil des gouverneurs de la Banque centrale européenne (BCE) et celui de la Banque des règlements internationaux.
Il y mène une politique de « faucon », c'est-à-dire une politique orthodoxe et monétariste, y compris dans la gestion pratique et interne de l'institution, où il décide des coupes budgétaires drastiques accompagnées de réductions du personnel. Son orthodoxie militante le pousse à critiquer publiquement, en mai 2010, la décision de la Banque centrale européenne de racheter massivement les obligations des États de la zone euro les plus fragilisés par la crise économique et financière alors en cours,, alors même qu'il appartient au conseil des gouverneurs ayant pris cette décision. Cette dissension interne qu'il a provoquée est d'ailleurs une première dans l'histoire de la BCE. Il réitère ses critiques le 12 octobre 2010, demandant à la BCE d'abandonner ce plan au profit d'une politique plus orthodoxe et plus prudente. À cette occasion, Weber appelle également la BCE à cesser ses mesures de soutien aux banques européennes et à augmenter le taux d'intérêt directeur afin de doper l'euro qui, selon lui, doit être fort pour empêcher la spéculation à son encontre. 
Par ailleurs, de manière générale, Weber insiste sur le rôle prépondérant de la monnaie unique européenne, gage de puissance et de stabilité selon lui, sur l'utilité pour l'Union européenne de s'appuyer sur l'axe économique franco-allemand et sur la nécessité de construire un dispositif permanent de lutte contre les chocs financiers, afin d'éviter les problèmes et le manque de réactivité de l'Union, constatés lors de la crise de la fin des années 2000.
Axel Weber décide de ne pas solliciter, en 2012, un second mandat à la tête de cette institution et de ne pas postuler à la succession de Jean-Claude Trichet, dont le mandat de président de la BCE expire en novembre 2011.

#### Université de Chicago
En tant que professeur invité, Weber a enseigné deux sessions de trois heures du cours « Central Banking: Theories and Facts », les lundis, à l’automne 2011. Il a assisté au Symposium de politique économique de la Banque fédérale de réserve de Kansas City à Moran, près de Jackson Hole, dans le Wyoming, à l’été 2011.

#### UBS
Weber a été élu au Conseil d'administration de la banque UBS Group AG lors de l'Assemblée générale en mai 2012. Il a succédé à Kaspar Villiger en tant que président (Corporate Culture and Responsibility Committee ou Comité de la responsabilité et de la culture d'entreprise).
En novembre 2013, Axel Weber est devenu membre du Swiss Finance Council (SFC), un nouveau lobby fondé par UBS Group AG et Crédit Suisse. SFC est présent officiellement à Bruxelles,.
À la fin de 2015, la « International Association of Economic Journalists » nommée « Group of 20+1 » lui a décerné le prix du « Banquier Européen de l’Année 2014 » en Allemagne.

### Autres mandats
Il est actuellement membre des conseils d’administration des organisations suivantes :
- Swiss Finance Council (SFC)[14] ;
- Association suisse des banquiers[15] ;
- Institute of International Finance (IIF)[16] ;
- International Monetary Conference ;
- Financial Services Professional Board, Kuala Lumpur[1].

Axel Weber est aussi membre de :  
- Group of Thirty, Washington, D.C., depuis 2012[17] ;
- Board of Trustees of Avenir Suisse ;
- IMD Foundation Board in Lausanne ;
- European Financial Services Roundtable ;
- European Banking Group ;
- International Advisory Panel, Monetary Authority of Singapour ;
- Advisory Board du Department of Economics à l'Université de Zurich [18] ;
- German Market Economy Foundation ;
- Advisory Council (Hochschulrat) de l'université Johann-Wolfgang-Goethe de Francfort-sur-le-Main.

Weber est aussi membre du comité consultatif du Zukunft Finanzplatz et président du DIW Berlin Board of Trustees.
Weber est aussi chercheur auprès des :
- Centre for Economic Policy Research, à Londres ;
- Center for Financial Studies, à Francfort-sur-le-Main[19] ;
- Center for Financial Research, à Cologne[1],[20].

De plus, il est un membre actif de : 
- SUERF - European Money and Finance Forum[21] ;
- Monetary Economics and International Economics Councils in the Verein für Socialpolitik à Francfort-sur-le-Main[1].

## Publications
- Social Health Insurance: A Guidebook for Planning, en collaboration avec Charles Normand, Éditions de l'Organisation internationale du travail, 1994
- Soziale Sicherung in West-, Mittel- und Osteuropa, Nomos, 1994
- The Asian financial crisis : Causes, contagion and consequences, en collaboration avec Marcus Miller, Pierre-Richard Agenor et David Vines, Presses de Cambridge, 1999, réédité en 2006
- Die systeme der sozialen sicherung in der Europäischen Union, en collaboration avec Volker Leienbach, Nomos, 2000
- The Euro : A challenge and opportunity for financial markets, en collaboration avec Michael Artis et Elizabeth Hennessy, Routledge, 2000
- Social protection index for Committed poverty reduction : Asia, en collaboration avec Bob Baulch et Joe Wood, Asian Development Bank, 2008
- Die Insolvenzantragspflicht nach, Grin Verlag, 2010